# César Coronel
César Gabelo Coronel Recalde (n. Asunción, Paraguay; 5 de marzo de 1991) es un futbolista paraguayo. Juega de defensor y su equipo actual es el Deportivo Santaní de la Segunda División de Paraguay.

## Trayectoria
Comenzó en las inferiores del Club Libertad. Pasó por Tacuary, y por el Dep. Capiatá. Actualmente limita en la primera del Club Libertad.

### Participaciones en Copas Nacionales
| Copa               | País     | Resultado     | Partidos | Goles |
| ------------------ | -------- | ------------- | -------- | ----- |
| Copa Paraguay 2018 | Paraguay | Por confirmar | 0        | 0     |